# Chiesa di San Zeno Vescovo (Roverchiara)
La chiesa di San Zeno Vescovo è la parrocchiale di Roverchiara, in provincia e diocesi di Verona; fa parte del vicariato di Legnago.

## Storia
La prima citazione della pieve di Roverchiara risale al 1041 ed è contenuta in un documento in cui si fa cenno a tale Teupertus Archipresbiter de Plebe Sancti Zenoni sita in Rueclara.
Un'ulteriore menzione di tale pieve si trova nella bolla del 1145 di papa Eugenio III, la Piae postulatio voluntatis, in cui si legge della Curtem Ripeclarae cum plebe et cappellis, decimi set familiis ceterisque suis pertinenciis.

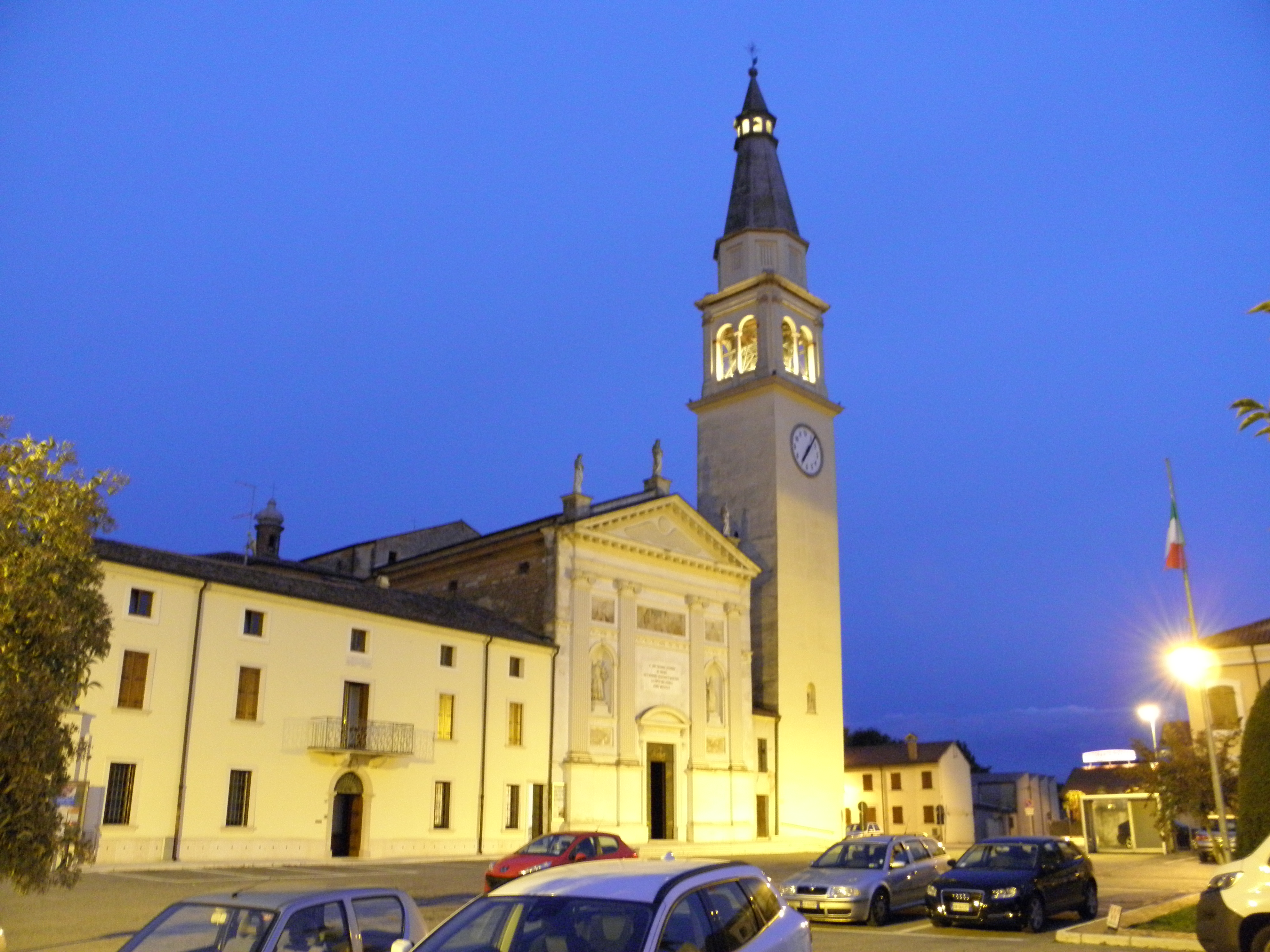
La chiesa e lo spiazzo antistante

La primitiva chiesa fu probabilmente spazzata via dall'esondazione dell'Adige che allagò la Bassa Veronese nel 1471; non si sa di preciso quanto la pieve di riedificata, ma nel 1526 era in buone condizioni, come annotato dal vicario Callisto in quell'anno.
Dalla relazione della visita pastorale del 1580 del vescovo di Verona Agostino Valier s'apprende che a chiesa versava in cattive condizioni e ne ordinò il rifacimento; dispose inoltre che i soldi necessari ai lavori sarebbero stati stanziati dai canonici del capitolo, dall'arciprete e dai paesani. La chiesa venne dunque ingrandita e risultò essere dotarsi di quattro altari laterali, dell'abside quadrangolare e di due locali usati come sagrestia e come cappella del fonte battesimale; in tale occasione, nel 1533 iniziarono i lavori di costruzione del campanile, portati a termine solo nel Settecento.

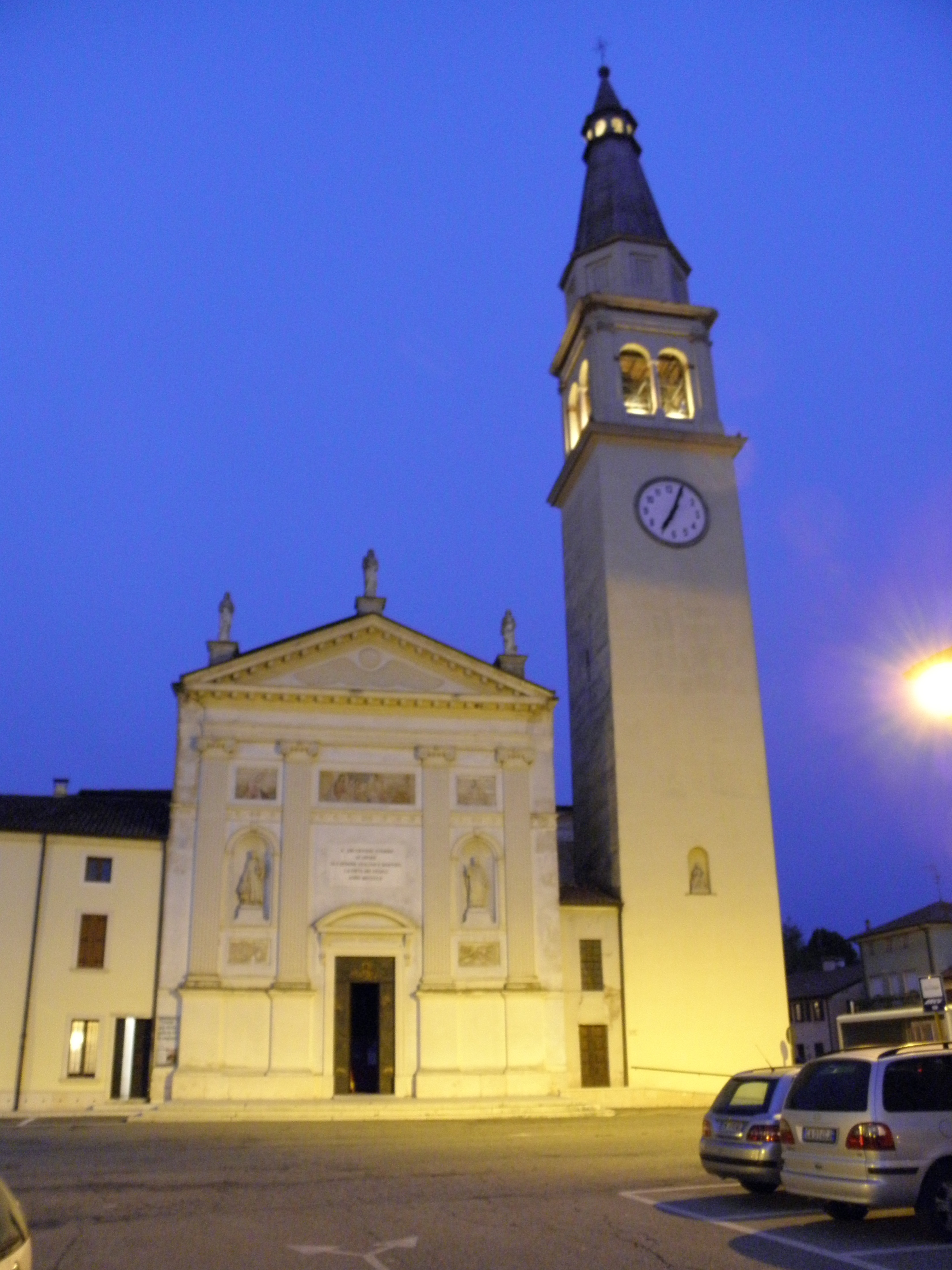
La chiesa con, accanto, il campanile

Tra il 1774 ed il 1778 la pieve fu oggetto di diversi rimaneggiamenti, che comportarono l'eliminazione di due altari laterali e la realizzazione della facciata in stile neoclassico; in quel periodo venne pure edificata la canonica.
Nel XIX secolo questa chiesa si rivelò insufficiente a soddisfare le esigenze della popolazione e, così, l'allora parroco don Michele Loda prese l'iniziativa di farla ricostruire. I lavori di rifacimento, condotti su progetto del milanese Cerini, ebbero inizio nel 1843; la nuova chiesa che ingloba parte di quella precedente, venne ultimata nel 1860.
Nei primi anni del XX secolo l'originaria copertura a bulbo del campanile fu sostituita da una nuova cuspide.

La parrocchiale venne restaurata tra il 2000 e il 2007 su progetto del veronese Giuliano Ferrarini.

## Descrizione

### Facciata
La facciata a capanna, che in marmo bianco, è tripartita da quattro lesene di ordine ionico sorreggenti il timpano triangolare, caratterizzato dalle statue novecentesche ritraenti la Beata Vergine Maria, il Sacro Cuore Benedicente e San Giovanni Evangelista, e presenta due nicchie nelle quali sono inserite due statue raffiguranti San Zeno di Verona e Sant'Antonio da Padova assieme ad un bambino.

### Interno
L'interno, scandito da lesene d'ordine dorico, è ad un'unica navata, con transetto; l'aula termina con il presbiterio sopraelevato di tre scalini e a sua volta chiuso dall'abside di forma semicircolare.
Opere di pregio qui conservate sono i dipinti raffiguranti la Madonna con i santi Sebastiano e Rocco, eseguito da Francesco Montemezzano, e Cristo Crocifisso assieme ai santi Zeno e Lorenzo, realizzato da Paolo Farinati.